# Kanton Arcis-sur-Aube
Arcis-sur-Aube is een kanton van het Franse departement Aube. Het kanton maakt deel uit van het arrondissement Troyes. Het heeft een oppervlakte van 748.39 km² en telt 14.875 inwoners in 2018, dat is een dichtheid van 20 inwoners/km².

## Gemeenten
Het kanton Arcis-sur-Aube omvatte tot 2014 de volgende 22 gemeenten:
- Allibaudières
- Arcis-sur-Aube (hoofdplaats)
- Aubeterre
- Champigny-sur-Aube
- Charmont-sous-Barbuise
- Le Chêne
- Feuges
- Herbisse
- Mailly-le-Camp
- Montsuzain
- Nozay
- Ormes
- Poivres
- Pouan-les-Vallées
- Saint-Étienne-sous-Barbuise
- Saint-Remy-sous-Barbuise
- Semoine
- Torcy-le-Grand
- Torcy-le-Petit
- Villette-sur-Aube
- Villiers-Herbisse
- Voué

Door de herindeling van de kantons bij decreet van 21 februari 2014 met uitwerking op 22 maart 2015, omvat het kanton sindsdien volgende 47 gemeenten:
- Allibaudières
- Arcis-sur-Aube
- Aubeterre
- Avant-lès-Ramerupt
- Brillecourt
- Champigny-sur-Aube
- Charmont-sous-Barbuise
- Chaudrey
- Le Chêne
- Coclois
- Dampierre
- Dommartin-le-Coq
- Dosnon
- Feuges
- Grandville
- Herbisse
- Isle-Aubigny
- Lhuître
- Longsols
- Luyères
- Mailly-le-Camp
- Mesnil-la-Comtesse
- Mesnil-Lettre
- Montsuzain
- Morembert
- Nogent-sur-Aube
- Nozay
- Ormes
- Ortillon
- Poivres
- Pouan-les-Vallées
- Pougy
- Ramerupt
- Saint-Étienne-sous-Barbuise
- Saint-Nabord-sur-Aube
- Saint-Remy-sous-Barbuise
- Semoine
- Torcy-le-Grand
- Torcy-le-Petit
- Trouans
- Vaucogne
- Vaupoisson
- Verricourt
- Villette-sur-Aube
- Villiers-Herbisse
- Vinets
- Voué